# 솔비
솔비(본명: 권지안, 본명 한자: 權志晏, 1984년 9월 30일~)는 대한민국의 가수 · 화가이다.

## 경력

### 데뷔
2006년 K-pop 혼성 그룹 타이푼의 메인 보컬리스트로 데뷔하였으며, 2008년 솔로 음반 'Do it' 을 발매 후 홀로서기에 나섰다. 같은 해 연기도 병행하며 연극과 뮤지컬 등에서 주목을 받았다. 이후에도 1년마다 음반 및 음원을 발매하며 꾸준하게 음악을 해왔다. 2019년 11월엔 발라드 '눈물이 빗물 되어'를 발매하며 전천후 아티스트로 활동 중이다.

### 가수에서 화가로 변신
2010년 치유 목적으로 시작한 미술에 흠뻑 빠지며 화가로서의 역량도 발휘하고 있다. 2015년 'Trace'의 '공상'을 시작으로 셀프 콜라보레이션을 선보였다. 셀프 콜라보레이션은 2016년 '블랙스완', '직지 코리아 국제 페스티벌' 초청작가, 2017년 '하이퍼리즘-레드', 2018년 '하이퍼리즘-블루', 2019 '하이퍼리즘-바이올렛'까지 총 여섯 작품이다. 특히 솔비는 '하이퍼리즘'(Hyperism)이라는 신조어를 만들며 현대인의 우울과 상처에 대해 작품으로 표현했다. '하이퍼리즘-레드'는 여성의 상처를 주제로 KBS 2TV '뮤직뱅크'에서 파격적인 '레드' 퍼포먼스를 펼치며 신선한 충격을 안기기도 했다. 2018년 3월 '하이퍼리즘-블루'의 '클라스' 음원을 본인 유튜브채널에만 공개하는 등 독특한 행보를 보이고 있다. 2018년 말부터 해외 진출에 본격적으로 나서며 해외 전시 투어를 알렸다. 그 첫걸음으로 2019년 3월, 프랑스 파리에 위치한 스트리트 드림갤러리에서 프랑스 1세대 스트리트 아티스트 방가와 함께 팝업 전시를 열었다. 이후 권지안의 작업 방식이 각광 받으며 러브콜이 쇄도했고, 2019년 10월 열리는 세계적인 아트 페스티벌 '2019 라 뉘 블랑쉬 파리(2019 La nuit blanche PARIS)'의 초청 작가로 선정되는 쾌거를 누리며 해외에서도 작가로 성공 가도를 달리고 있다. 또한 광주 아시아문화전당에서 열린 '2019 광주미디어아트페스티벌' 개막식에 초청돼 퍼포먼스 페인팅을 펼쳤다. 아시아문화전당에 대중예술인이 무대를 펼친 것은 솔비가 최초다. 2019년 6월에 한국에서 첫 해외 전시 투어를 시작했다. 서울 인사동 인사아트센터에서 3년 만의 개인전 'Real Reality(리얼 리얼리티) : 불편한 진실'을 개최하고, 관객과 소통하는 시간을 가졌다. 2021년 12월 '2021 바르셀로나 국제 예술상'(The Premi Internacional d'Art de Barcelona·PIAB21)에서 대상인 '글로벌 아티스트 어워드'를 받았다. 수상에 대한 논란도 있었지만 이에 진중권은 "작가는 신분이 아니라 기능"이라고 말하며 비판은 사그라 들었다. 이후 5월에 미국 뉴저지에서 "Systemic Language : Humming"을 열고 '사과는 그릴 줄 아니'라는 조롱섞인 댓글을 작품 '애플' 시리즈로  승화하면서 큰 호평을 받았다. 특히 진 브라질(Jeannie Brasile) 시튼 홀 대학 미술관 디렉터 및 평론가는 “때때로 케이크는 케이크가 아니고, 사과는 사과가 아니며, 팝스타도 좋은 예술가가 될 수 있다(Sometimes a cake is not a cake, an apple is not an apple, and a pop star can be a good artist)”고 극찬했다. 그해 9월엔 비스타워커힐 호텔 프린트 베이커리에서 열린 개인전 "허밍 파라다이스"는 상당한 호평을 받았다. 최근에는 하이퍼리즘 작업보다 파라핀의 물성을 이용한 Just A Cake 시리즈를 주력으로 작업하는데 해당 작업에 대한 평도 좋은 편이며, 해당 개인전에서 새롭게 선보인 허밍 시리즈, 애플 시리즈도 호평받았다.

### 사회 공헌 활동
사회적 공헌도 꾸준히 이어가고 있다. 2012년부터 경기도 한 보육원에 재능기부와 선행 등 나눔 활동에 앞장서고 있다. 또한 2016년엔 '파인드 프로젝트'를 선보이며 음원 'Find'를 발매, 실종아동찾기 캠페인을 펼쳤다. 같은 해 12월엔 '손모아 장갑'을 발표하며 청각·언어 장애인들을 향한 부정적 인식을 개선하고 상처와 동정의 시선에서 벗어나 건강한 일상을 누릴 수 있도록 도왔다. 2017년엔 '다문화 아동 돕기 후원의 밤'에 참석해 특별 공연과 함께 500만원을 기부하기도 했다. 더불어 사회적인 목소리도 높이고 있다. 솔비는 2014년부터 꾸준히 세월호 추모 그림을 그리며 남다른 애도를 표하고 있다. 더불어 2018년 1월 EBS '신년특집 미래강연 Q-호모커뮤니쿠스, 빅 픽처를 그리다'에 강연자로 출연해 "스토킹 처벌은 벌금 10만원에 불과하다"고 지적했다. 솔비가 제안한 해당 법안은 이낙연 국무총리 주재로 열린 국정현안조정 점검회의에서 '스토킹·데이트폭력 피해방지 종합대책'으로 확정,  '스토킹 처벌법'(가칭)이 제정됐다.또한 솔비는 2018년 '하이퍼리즘-블루'의 '클라스'를 발표하며 통해 계급사회를 비판기도 했다. 2018년 6월엔 뮤코다당증 난치병 환우회에도 참석, 가족들에게 응원을 복돋아주기도 했다. 
기부뿐 아니라 사회공헌 캠페인도 다수 진행했다. 2013년엔 중증장애인 자립 돕기 봉사활동을 했으며, 청소년 자살예방 멘토를 자청하기도 했다. 이를 인연으로 현재까지 9월 10일 세계자살예방의 날에 인스타그램으로 비밀우체통을 열고 비공개 상담을 9년째 이어오고 있다. 장애아동 일일 미술 멘토링 이벤트도 열기도 했다.
2018년 청각장애인 인식 개선을 위해 '손모아 장갑'이라는 음원을 발표하고, '벙어리'라는 단어를 사용 자제하는 캠페인을 열기도 했다. 2020년엔 난치병 아동을 위해 케이옥션에 작품을 출품해 경매 수익금을 기부했으며, 난치병 아동과 함께 콜라보레이션 작품을 완성해 눈길을 끌기도 했다. 이외에도 2016년엔 실종아동찾기 파인드 프로젝트를 기획해 SNS의 파급력을 통해 실종아동을 찾을 수 있다는 희망 캠페인을 진행했다. 환경에도 관심이 많아 2020년엔 한국 대표로 환경 캠페인에 참여해 플라스틱 자제에 대한 목소리도 높인 바 있다. 2022년에도 솔비의 기부 행렬은 계속되고 있다. 3월 경북 울진과 강원 삼척 등 산불 피해가 확산 됐을 때 기부를 하며 이재민 돕기에 힘을 썼다. 또한 어린이날과 어버이날을 맞이해 2021년 돌아가신 아버지의 이름으로 경동원에 기부를 하며 9년째 경동원과의 인연을 이어가고 있다.
솔비는 예술가로서 미술의 선순환을 실천하기 위해 경매 및 전시 수익금을 기부하며 사회적 약자를 위한 나눔 활동에 앞장 서고 있는 중이다.

### 아동 미술 교육
2018년 6월 플레이런TV '로마공주의 수상한 미술관' MC로 발탁됐다. 솔비는 방송과 SNS를 통해 아이들을 좋아한다고 밝혀왔다. 매년 봉사활동을 통해 아이들에게 미술 교육도 한 바 있다. 이처럼 솔비는 자신이 좋아하는 아이들과 치유 목적으로 시작한 자신의 일부가 된 미술을 결합해 아동 미술이라는 영역에도 도전했다. 그결과 '수상한 미술관'은 현대 미술을 기반으로 보고, 듣고, 만지는 경험을 통해 창의적 표현을 배워가는 기존에 없던 미술 프로그램이자 어린이 교육 프로그램으로 호평을 받고 있다.

## 가수 활동
| 년도 | 음반 및 활동 | 비고                                               |
| ---- | --- | -------------------------------------------------- |
| 2006 | 그룹 타이푼 데뷔 타이푼 1집 발매 | 여성 메인 보컬                                     |
| 2007 | 타이푼 1.5집 타이푼 2집 |                                                    |
| 2008 | 솔비 1집 'Do it Do it' | 미니앨범 / 솔로로 전향                             |
| 2009 | '벌 받을 거야' | 싱글 앨범                                          |
| 2012 | 솔비 2집 '솔비는 오뚜기' | 미니앨범                                           |
| 2013 | 디지털싱글 '없다' |                                                    |
| 2014 | 권지안 1집 '상큼한 아이스크림 같은 나는 31' 디지털싱글 '사랑 하나면 되는데'                                                           |                                                    |
| 2015 | 비비스(VIVIS) '트레이스(TRACE)' 디지털싱글 '우리에겐' 디지털싱글 '첫사랑'                                                             | 피터팬 콤플렉스의 김경인과 프로젝트 그룹 결성      |
| 2016 | 디지털싱글 '파인드(FIND)' 디지털싱글 '겟백(Get Back)' 디지털싱글 '블랙스완(Black Swan)'                                               | 실종아동찾기 '파인드 프로젝트' 주제곡              |
| 2017 | 솔비X리얼스멜 '손모아 장갑' 디지털싱글 '너는 어때' 하이퍼리즘 시리즈 1st '하이퍼리즘:레드' 미니앨범                                   |                                                    |
| 2018 | 타이푼 리메이크 '그래서' '기다릴게' '우하하'(케로로 중사 2기 OST) 하이퍼리즘 시리즈 2nd '하이퍼리즘:블루' 디지털 싱글 '클라스(Class)' | 타이푼이 10년 만에 재결합 '클라스' 유튜브에 선공개 |
| 2019 | 디지털 싱글 'HYPERISM VIOLET' |                                                    |
| 2019 | 디지털 싱글 '눈물이 빗물 되어' | 3년 만에 발라드 컴백                               |
| 2021 | 디지털 싱글 'Angel' |                                                    |
| 2022 | 디지털 싱글 '그대를 그리다' | TV조선 '빨간풍선' 삽입곡                           |

## 특이 사항
- 1집 'Do IT' , '하얀 입맞춤' 솔로 음반을 내서 기존의 이미지와는 다른 이미지로 변신을 했다.
- 2012년 첫 개인전 전시
- 2015년 김경인과 함께 '비비스'라는 2인조 여성 듀엣을 결성하여 활동했다.
- 2015년 새 앨범 'Trace' '공상'을 시작으로 셀프 콜라보레이션 첫 선
- 2017년 '하이퍼리즘' '레드' KBS 2TV '뮤직뱅크'서 페인팅 퍼포먼스
- 2018년 타이푼 재결합.
- 2018년 '하이퍼리즘' '블루' 경기도 장흥 빌라빌라콜라에서 국내 최초 아트 하우스 콘서트 개최[5]
- 2019년 네 번째 개인전 '리얼 리얼리티(Real Reality)' 개최
- 2019년 파리시 주최 '2019 라 뉘 블랑쉬(La Nuit Blanche Paris)' 초청작가 선정
- 2019년 유네스코 주최 '2019 광주미디어아트페스티벌' 개막식 초청작가 선정

## 가수 외 활동

### 예능
- 《쇼 뮤직탱크》 MC (KMTV, 2006년)
- 《가족오락관》 (KBS1, 2006~2007년)
- 《스타킹》 (SBS, 2007년~2010년)
- 《퀴즈! 육감대결》 (SBS, 2007년~2009년)
- 《쇼! 음악중심》 MC (MBC, 2008년)
- 《일요일 일요일 밤에》 (MBC, 2008년)
- 《상상더하기》 (KBS2, 2008년)
- 《우리결혼했어요》 (MBC, 2008년)
- 《러브 에스코트》 (MBC Every1, 2009년)
- 《솔비의 아이스 프린세스》 (Mnet, 2009년)
- 《무한걸스 시즌 2》 (MBC Every1, 2009년)
- 《강심장》 (SBS, 2009년)
- 《시크릿 아시아》 (FashionN, 2011년)
- 《재능나눔 프로젝트 DREAM》 (tvN, 2011년)
- 《음악의 신》 (Mnet, 2012년)
- 《황금어장 라디오스타》 (MBC, 2012년)
- 《당신을 구하는 TV, 우리는 형사다》 (JTBC, 2012년)
- 《해피선데이:맘마미아》 (KBS2, 2013년)
- 《무한도전》(MBC, 2015년)
- 《히든싱어》 (JTBC, 2015년)
- 《황금어장 라디오스타》 (MBC, 2016년)
- 《진짜 사나이》(MBC, 2016년)
- 《미스터리 음악쇼 복면가왕》(MBC, 2016년) - 노량진 인어공주
- 《은밀하게 위대하게》(MBC, 2016년)
- 《나 혼자 산다》 (MBC, 2017년)
- 《정글의 법칙》 (SBS, 2017년)
- 《김제동의 톡투유 - 걱정 말아요! 그대》 (JTBC, 2017년)
- 《불후의 명곡-전설을 노래하다》 (KBS2, 2017년)
- 《오빠생각》 (MBC, 2017년)
- 《황금어장 라디오스타》 특별 MC (MBC, 2017년)
- 《아이돌학교》(엠넷, 2017년) - 특별출연
- 《뷰티스코드2》 MC (네이버TV, 2018년)
- 《달라서 간다》 (MBC Every1, 2018년)
- 《해피투게더3-내노래를 불러줘》 (KBS 2TV, 2018년)
- 《로마공주의 수상한 미술관》 (플레이런TV, 2018년)
- 《불후의 명곡-전설을 노래하다》 (KBS2, 2018년)
- 《비디오스타》(MBC 에브리원, 2018년) 게스트
- 《뭐든지 프렌즈》(tvN, 2019년) - 2회
- 《한끼줍쇼》(JTBC, 2019년) - 게스트
- 《황금어장 라디오스타》(MBC, 2019,2021,2023년) 게스트
- 《선을 넘는 녀석들 - 리턴즈》(MBC, 2019년) 게스트
- 《개는 훌륭하다》(KBS 2TV, 2020년) 게스트
- 《집사부일체》 (SBS, 2021년)게스트
- 《안싸우면 다행이야》 (MBC, 2022년)게스트
- 《히든싱어 7》 (JTBC, 2022년)게스트
- 《신발 벗고 돌싱포맨》 (SBS, 2023년)게스트
- 《나는 지금 화가 나 있어》(MBC every1• 라이프타임 채널,2023년) 게스트
- 《스윙스타 in SAIPAN》 (MBC Every1•MBC SPORTS+2023년)
- 《개그콘서트 -소통왕 말자 할매》(KBS 2TV, 2023년) 게스트
- 《살아있네! 살아있어 시즌2》 (tvN STORY, 2023년)
- 《노빠꾸 탁재훈》(2023년)
- 《오래된 만남 추구》(2025년)

### 교양
- 2023년 MBC 《생방송 행복드림 로또 6/45》- 게스트 1089회

### 드라마
- 2008년 : MBC 시즌드라마 《라이프 특별조사팀》 ... 정주리 역
- 2009년 : SBS E! 시트콤 《초건방》
- 2013년 : KBS2 월화드라마 《광고천재 이태백》 ... 황예리 역
- 2013년 : SBS 주말극장 《원더풀 마마》 ... 영수 애인 역
- 2013년 : tvN 판티컬 드라마 《환상거탑》 ... 은성 역

### 영화
- 《이웃집 스타》 (2017년) - 미향 역

### 전시
| 년도 | 전시 내용 |
| ---- | --- |
| 2012 | '세상을 바라보는 개인의 방식' 라 빌드 팡 개인전, 서울 '욕망이라는 이름으로' 앙코르 개인전, 서울 'LOVE+CHERISH+KEEP' 반려동물과 유기견을 위한 기획전 |
| 2013 | '누 해피미' 메디컬 전시, 중앙대학교 병원, 서울 춘천, 평창 외 벽화작업 프로젝트 |
| 2014 | '아트 케미전' 일본 교토, 츠루타 이치로 갤러리 '지역 희망 박람회' 아톰관 전시,김대중컨벤션센터 광주 |
| 2015 | 셀프 콜라보레이션(Self-Collaboration) 1st '공상' 발표, 'TRACE' 전시, 가나아트센터, 서울 |
| 2016 | 셀프 콜라보레이션(Self-Collaboration) 2nd 'Black Swan' 발표 및 전시, AG갤러리, 서울 직지코리아국제페스티벌, 'SNS월드' 청주예술의 전당, 청주 서울모던아트쇼, 권지안 특별전, 예술의 전당 한가람미술관, 서울 |
| 2017 | 셀프 콜라보레이션(Self-Collaboration) 3rd '하이퍼리즘: 레드(Hyperism-Red)' 발표 및 전시, 가나아트센터, 서울 |
| 2018 | 셀프 콜라보레이션(Self-Collaboration) 4th '하이퍼리즘: 블루(Hyperism-Blue)' 발표 및 전시. 빌라빌라콜라, 솔비 스튜디오, 경기 양주 'What’s your Class?' 설치 작품 전시, 코엑스, 서울 '하이퍼리즘: 레드' 전시, 명동국제아트페스티벌, 명동 L7 호텔 '동행(同行)' 초대전, 부산 해운대 장미라사에디션 'Sharing With You' 초대전, 서울 합정동 진산갤러리 |
| 2019 | '권지안 x 방가' 전시, 스트릿 드림 갤러리, 파리, 프랑스 개인전 '리얼 리얼리티(Real Reality)', 인사아트센터, 서울 '2019 라 뉘 블랑쉬 파리(La Nuit Blanch Paris)' 초청 작가 '2019 광주미디어아트페스티벌' 개막식 초청 작가 |
| 2020 | '보통의 포착' 특별전, 빌라빌라콜라, 경기도 시흥 |
| 2021 | 'Just a Cake - Piece of Hope' 개인전, 갤러리인사아트, 서울 'Soul washing' 개인전, 갤러리나우, 서울 'Utopia' 단제천, 갤러리치로, 서울 |
| 2022 | 'Systemized : Humming' 개인전, 파리스고아츠, 뉴욕 뉴저지 'Paradise_Humming' 개인전, 비스타워커힐 프린트베이커리 플래그쉽 스토어, 서울 'Systemized : Apple' 단체전, 갤러리치로, 서울 |
| 2023 | 'Moi-Meme' 개인전, 갤러리치로, 서울 |

## 홍보대사
- 2018년 보건복지부 가정위탁 홍보대사
- 2017년 중앙선거관리위원회 홍보대사
- 2017년 유네스코 선정 미디어아트 시티
- 2014년 사회 공헌 대상 홍보대사 / 광주 문화재단 홍보대사
- 2012년 장애인 펜싱실업팀 홍보대사
- 2012년 자살예방 캠페인 생명사랑밤길 / 생명의 전화 홍보대사
- 2009년 동방사회복지회 입양위탁 홍보대사
- 2008년 인천공항출입국관리사무소 홍보대사

## 수상 내역
- 2006년 제40회 가수의 날 모범 가수상, 문화관광부 7월의 우수 신인음반상
- 2008년 MBC 방송연예대상 '쇼버라이어티 부문 여자 우수상'과 '베스트 브랜드상'[6]
- 2008년 SBS 연예대상 예능 부문 베스트 엔터테이너상[7]
- 2008년 SBS 연예대상 베스트 엔터테이너상[8]
- 2014년 2014 사회공헌대상 '재능기부 대상'[9]
- 2016년 MBC 방송연예대상 '뮤직·토크쇼 부문 여자 우수상'[10]
- 2018년 2019퍼스트브랜드대상에서 아트테이너 부문을 수상했다. 제1대 아트테이너상이다.[11]
- 2021년 이탈리아 ITS LIQUID GROUP '4월의 작가' 선정
- 2021년 2021 바르셀로나 국제 예술상(PIAB) 글로벌 아티스트 어워드 대상

## 저서
- 2012년 솔비의 바디 시크릿 (페이퍼북)
- 2014년 누가 뭐라고 해도 나 답게 (페이퍼북)
- 2023년 나는 매일, 내가 궁금하다(열림원)

### 내용주
1. ↑  서로 다른 두 개의 자아인 권지안과 솔비가 협업해 새로운 형태의 예술을 뜻한다.
2. ↑  정보와 콘텐츠의 홍수로 인해 현대인들의 욕망과 높아진 기대치들이 해소되지 못할 경우 반대로 오는 상대적 박탈감, 상실감 등의 부작용이라는 시대적 현상을 솔비가 정의한 용어이다.

### 참고주
1. ↑  정진영 기자 (2017년 6월 1일). “'다양성 가요계' 솔비가 쏘아 올린 작은 공”. 한국스포츠경제. 2018년 6월 28일에 확인함.
2. ↑  김계연 기자 (2018년 5월 10일). “스토킹 뿌리뽑는다…벌금 10만원→최장 징역 5년 추진”. 연합뉴스. 2018년 6월 28일에 확인함.
3. ↑  이유진 기자 (2018년 1월 1일). “강연자로 나선 솔비 “스토킹 벌금 불과 10만원” 지적…피해자 입장 법안 제정 당부”. 2018년 6월 28일에 확인함.
4. ↑  조유경 기자, 2018년 6월 13일. “솔비, ‘수상한 미술관’ 신개념 교육프로그램 탄생…팔색조 변신”. 스포츠동아. 2018년 7월 3일에 확인함.
5. ↑  이미현 기자 (2018년 5월 21일). “솔비, 퍼포먼스 페인팅→경매→슈트 제작까지…기획력 빛났다”. 일간스포츠. 2018년 6월 28일에 확인함.
6. ↑  고재완 기자 (2008년 12월 29일). “MBC연예대상 신정환 정형돈 서인영 솔비, 쇼버라이어티 우수상 수상”. 아시아경제. 2009년 4월 19일에 확인함.
7. ↑  안효은 기자 (2008년 12월 30일). “박상면-솔비,예능부문 베스트엔터테이너상 수상 (SBS 연예대상)”. 마이데일리. 2018년 7월 3일에 확인함.
8. ↑  김부원 기자 (2008년 12월 30일). “SBS연예대상 박상면-솔비, 베스트 엔터테이너상 수상”. 아시아경제. 2009년 4월 19일에 확인함.
9. ↑  남안우 기자 (2015년 11월 11일). “솔비, 역시 돌직구 "연예인이 동네북은 아니잖아요"”. 헤럴드POP. 2015년 12월 9일에 확인함.
10. ↑  장아름 기자 (2016년 12월 29일). “[2016 MBC 연예대상]솔비, 우수상 수상 '지식 보다 지혜로 살 것'”. 《뉴스1》. 2018년 1월 27일에 확인함.
11. ↑  황미현 기자 (20181220). “[N스타] 솔비가 입증한 아트테이너 브랜드 "미술은 힘들때 받은 선물"”. 《[N스타] 솔비가 입증한 아트테이너 브랜드 "미술은 힘들때 받은 선물"》.